# Oftering
Oftering ist eine Gemeinde in Oberösterreich im Bezirk Linz-Land im Zentralraum mit 2137 Einwohnern (Stand 1. Jänner 2024).

## Geographie
Oftering  liegt auf 316 m Höhe im Zentralraum. Die Ausdehnung beträgt von Nord nach Süd 5,5 km, von West nach Ost 3,9 km. Die Gesamtfläche beträgt 13,5 km². Mehr als achtzig Prozent der Fläche werden landwirtschaftlich genutzt, sieben Prozent sind bewaldet.

### Gemeindegliederung
Das Gemeindegebiet umfasst folgende Ortschaften (in Klammern Einwohnerzahl Stand 1. Jänner 2024):
- Freiling (381)
- Hausleiten (308)
- Kirchstetten (395)
- Mitterbachham (28)
- Niederbachham (37)
- Oberbachham (27)
- Oberbuch (40)
- Oberndorf (32)
- Oftering (485) mit Oftering-Ort, Oftering-Haltestelle und Oftering-Feldbrücke
- Staudach (130)
- Trindorf (150)
- Unterholz (124)

Bis einschließlich 2005 gab es in der gesamten Gemeinde Oftering keine Straßennamen. Die Häuser wurden entsprechend den Ortschaften einfach durchnummeriert. Da dieses System allerdings durch die rege Bautätigkeit in Oftering an seine sinnvollen Grenzen stieß, wurde die Einführung von Straßennamen beschlossen. Die neuen Straßennamen und Hausnummern gelten seit dem 1. Jänner 2006.
Der zuständige Gerichtsbezirk ist der Gerichtsbezirk Traun.

### Nachbargemeinden
|                 | Kirchberg-Thening                           |           |
| Holzhausen (WL) | Kompassrose, die auf Nachbargemeinden zeigt | Hörsching |
|                 | Marchtrenk (WL)                             |           |

## Geschichte
Funde aus dem Nachbarort Kranzing zeigen, dass das Gebiet schon in der Jungsteinzeit besiedelt war. Aus dem Gemeindegebiet gibt es Funde aus der Bronzezeit, in der Ortschaft Trindorf wurde 1947 ein Barrenring aus Bronze gefunden. Aus der Zeit der Römer stammen Keramikbruchstücke.
Ab dem Jahr 600 wird das Alpenvorland von den Baiern besiedelt. Die erste urkundliche Erwähnung von Oftering erfolgte 808. Im Traditionsbuch von Mondsee ist für den 24. Juni dieses Jahres vermerkt, dass ein Herr Phetaro einige Güter in Oftherigon dem Stift Mondsee spendete. Zu Beginn des 9. Jahrhunderts ist auch bereits eine Kirche genannt. Vermutlich ist damit eine Kirche im heutigen Kirchstetten gemeint. Die heutige Kirche in Oftering entstand aus einem Wehrturm, an den das Langhaus angebaut wurde. Der Name Oftering leitet sich vom bajuwarischen Personennamen „Ofther“ ab und bezeichnet somit das Land des Ofther.
Der Ort Freiling wird erstmals 1170 in einer Urkunde über die Brüder Ortlof und Ulrich Vriling erwähnt. Im Jahr 1375 verkauft die Witwe des Dietrich Espan von Lichtenhaag das Gut mit dem Schloss Freiling dem Jans II. Schiffer. In diesem Geschlecht blieb das Lehen fast fünfhundert Jahre lang. Da die Schiffer als Richter und Pfleger streng gegen die Bauern waren, wurde das Schloss im Oberösterreichischen Bauernkrieg 1626 von den Bauern in Brand gesteckt. Als Besitzer folgten 1669 die Grafen Kauth. Sie verschönerten Schloss und Maierhof, Constantin von Kauth kaufte 1710 die Bildsäule mit der Immaculata Statue. Nach mehreren Besitzer-Wechsel brach 1863 im nahen Jägerhäuschen ein Brand aus, der auf das Schloss übergriff und dieses einäscherte. Die heute bestehende Villa wurde 1868 von Georg Riedl erbaut.
Am 10. April 1934 kam es bei Oftering zu einem Eisenbahnattentat auf den Ostende-Wien-Express (D-Zug 117), in dessen Folge ein Eisenbahner starb und zahlreiche Personen schwer verletzt wurden. Die beiden Täter wurden zwei Jahre später verhaftet, zum Tode verurteilt und 1937 in Linz hingerichtet.

### Bevölkerungsstruktur
2013 lebten in der Gemeinde Oftering 1.962 Menschen, womit Oftering die siebtkleinste Gemeinde der 22 Gemeinden des Bezirks war. Ende 2001 waren 97,1 Prozent der Bevölkerung österreichische Staatsbürger (Oberösterreich 92,8 Prozent, Bezirk Linz-Land 91,4 Prozent), bis zum Jahresbeginn 2013 sank der Wert leicht auf 95,7 Prozent (Oberösterreich 91,1 Prozent, Bezirk Linz-Land 89,0 Prozent). Insgesamt wurden 2013 in der Gemeinde 85 Ausländer gezählt, die zu 94 Prozent aus Europa stammten. Das größte Kontingent stellten Menschen mit einer Staatsbürgerschaft aus dem ehemaligen Jugoslawien (ohne Slowenien), die alleine 41 Prozent aller Ausländer ausmachten. Zur römisch-katholischen Kirche bekannten sich 2001 68,3 Prozent der Einwohner (Oberösterreich: 79,4 Prozent), 21,5 Prozent waren evangelisch, 8,3 Prozent ohne Bekenntnis und 1,2 Prozent islamischen Glaubens.
Der Altersdurchschnitt der Gemeindebevölkerung lag 2001 leicht über dem Landesdurchschnitt. 16,2 Prozent der Einwohner von Oftering waren jünger als 15 Jahre (Oberösterreich: 18,8 Prozent), 61, Prozent zwischen 15 und 59 Jahre alt (Oberösterreich: 61,6 Prozent). Der Anteil der Einwohner über 59 Jahre lag mit 19,6 Prozent knapp unter dem Landesdurchschnitt von 20,2 Prozent. Der Altersdurchschnitt der Bevölkerung von Oftering veränderte sich in der Folge insbesondere im mittleren und älteren Segment. Der Anteil der unter 15-Jährigen stieg per 1. Jänner 2013 leicht auf 16,4 Prozent, während sich der Anteil der Menschen zwischen 15 und 59 Jahren auf 67,7 Prozent deutlich erhöhte. Der Anteil der über 59-Jährigen sank hingegen auf 15,9 Prozent. Nach dem Familienstand waren 2001 40,0 Prozent der Einwohner von Oftering ledig, 50,2 Prozent verheiratet, 6,3 Prozent verwitwet und 3,6 Prozent geschieden.

### Bevölkerungsentwicklung
Die Gemeinde Oftering verzeichnete zwischen dem späten 19. Jahrhundert und den 1930er Jahren kaum eine Veränderung der Bevölkerungszahl, wobei die Bevölkerungsentwicklung jener des Bundeslandes leicht und jener des Bezirks Linz-Land stark hinterherhinkt. Nachdem die Einwohnerzahl der Gemeinde nach 1869 zunächst leicht gesunken war, stagnierte sie über lange Zeit und lag 1923 wieder im Bereich des Ausgangswertes von 1869. In der Folge gab es zwar ein Bevölkerungswachstum, dieses blieb jedoch zunächst gering. Ab den 1940er Jahren steigerten sich die Wachstumsraten etwas, wobei Oftering insbesondere in den 1960er Jahren sowie seit 1991 höhere Zuwächse aufweist. Dennoch blieb das Bevölkerungswachstum weit unter jenem des Bezirks. Oftering profitierte in den 1970er Jahren noch fast ausschließlich von seiner Geburtenbilanz während die Zu- und Abwanderung kaum Veränderung bewirkte. Nachdem die Geburten.- und Wanderungsbilanz in den 1980er Jahren jeweils nahezu ausgeglichen war, profitiert Oftering seit 1991 von einer positiven Geburtenbilanz und einer noch stärkeren Zuwanderung.

## Kultur und Sehenswürdigkeiten

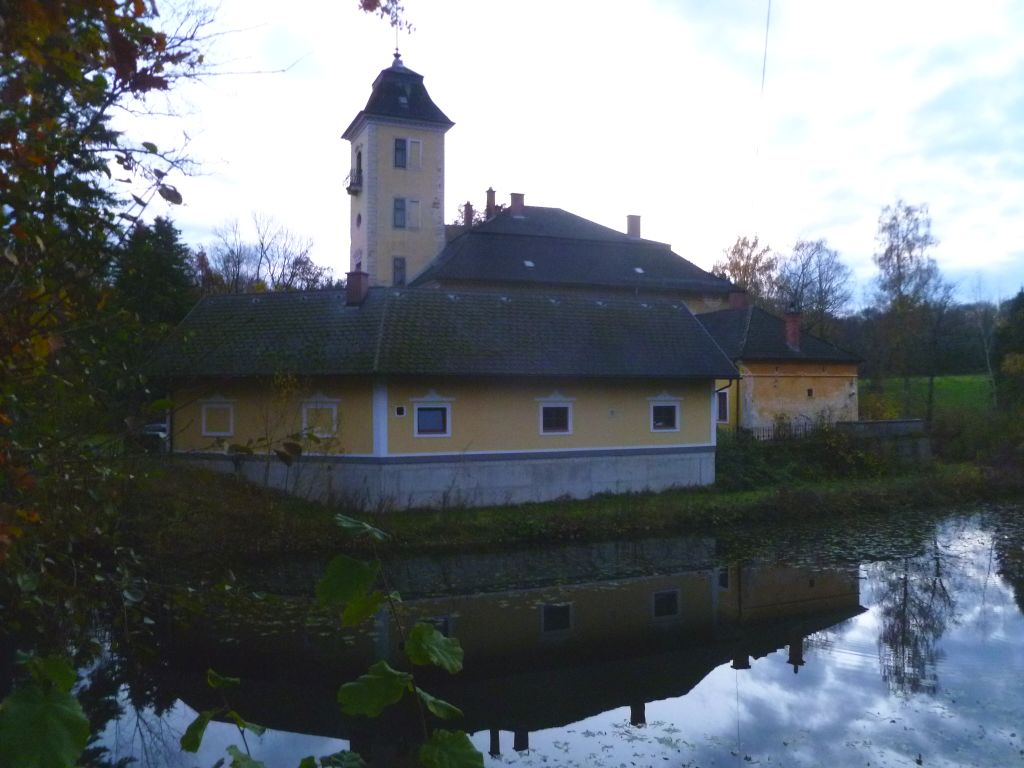
Wasserschloss Freiling

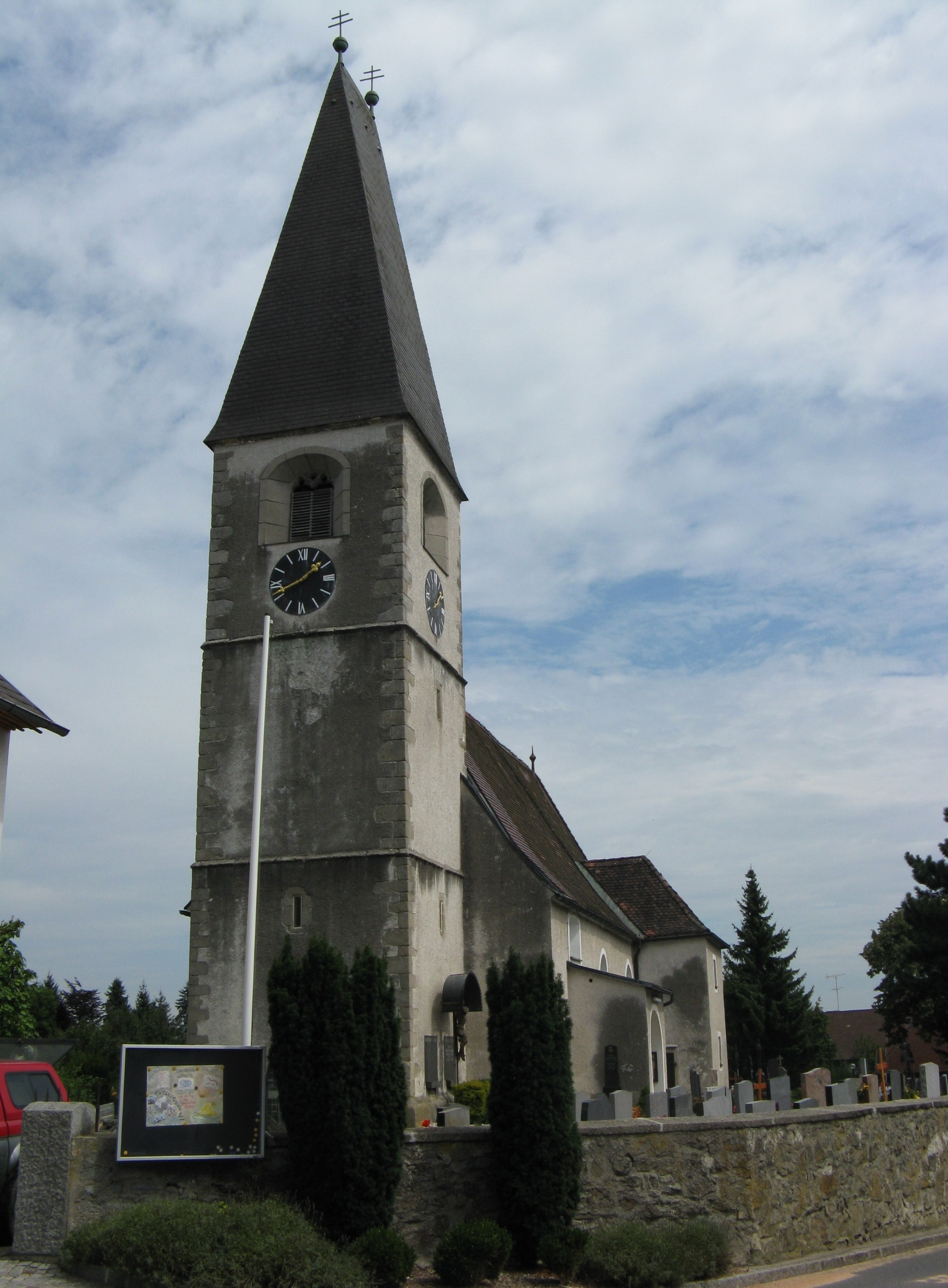
Pfarrkirche Oftering

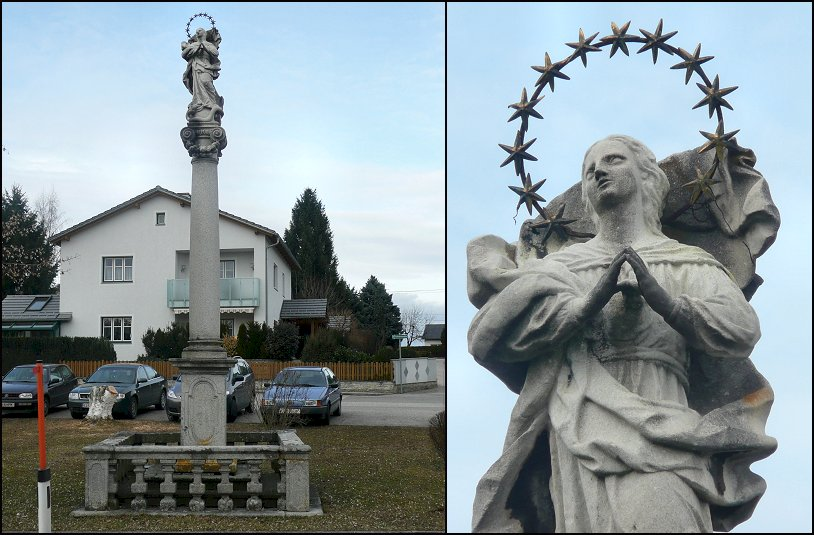
Mariensäule

- Wasserschloss Freiling: Das Schloss, das sich heute in Privatbesitz befindet, wurde erstmals 1170 in einer Urkunde des Stiftes Wilhering genannt. Die einstmals mächtige Wasserburg kam 1669 in den Besitz von Georg Graf Kauthen. 1682 brannten das Schloss und die Wirtschaftsgebäude ab. Die Eule im Ofteringer Gemeindewappen erinnert heute noch an die gräfliche Familie Kauthen. Der heutige Wohntrakt trägt ein Mansardenwalmdach. Im fünfgeschoßigen Turm befindet sich im obersten Stockwerk ein Balkon mit Korbbogengitter. Außerhalb des Wassergrabens liegt der große Wirtschaftshof, der in Teilen renoviert wurde.
- Katholische Pfarrkirche Oftering Hll. Peter und Paul
- In der Ortschaft Freiling befindet sich eine Mariensäule aus dem Jahre 1710.

## Wirtschaft und Infrastruktur

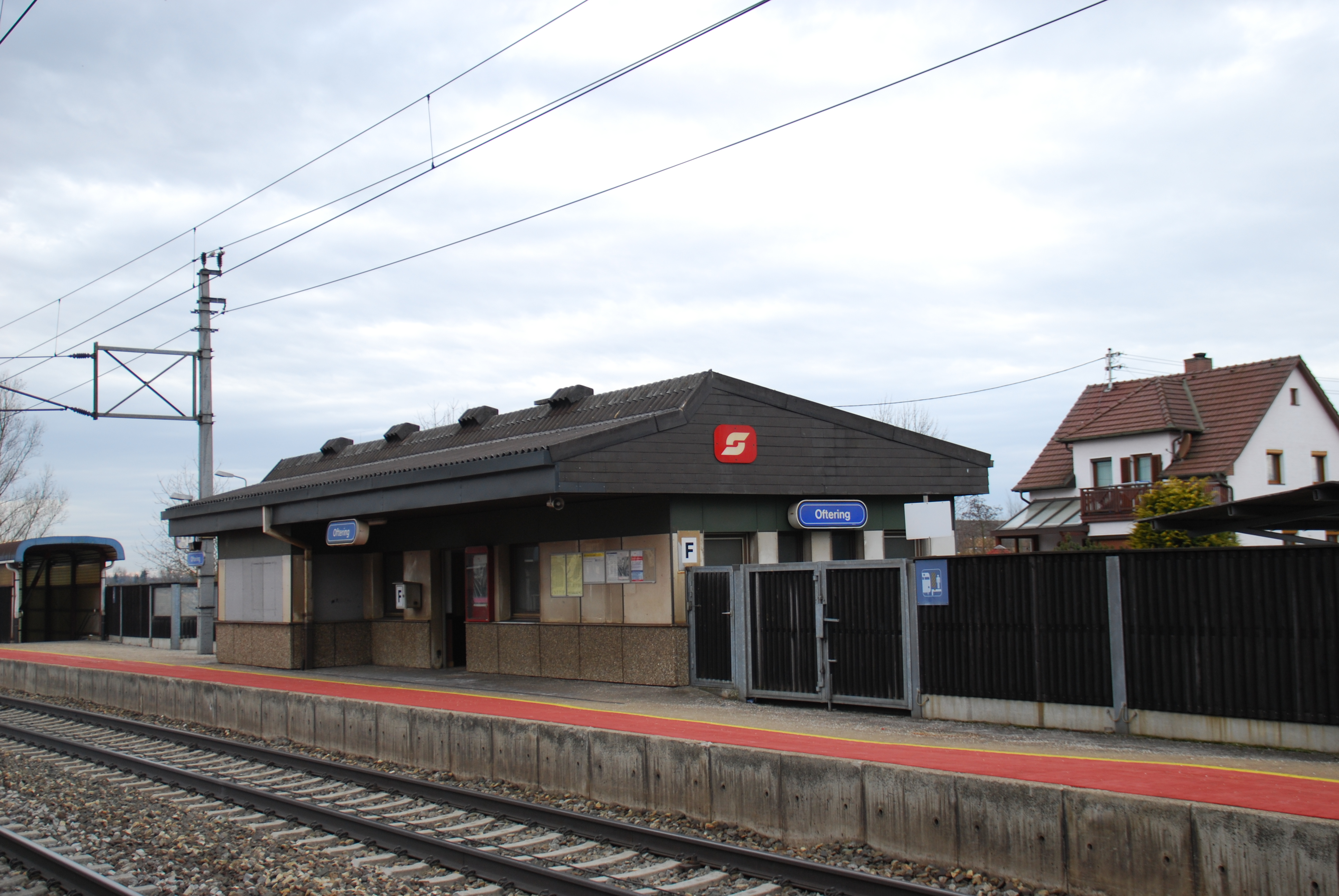
Bahnhaltestelle Oftering

### Arbeitsstätten und Beschäftigte
Oftering beherbergt lediglich eine Arbeitsstätte mit 20 oder mehr Beschäftigten. Die im Rahmen der Volkszählung durchgeführte Arbeitsstättenzählung ergab 2001 in Oftering 47 Arbeitsstätten mit 177 Beschäftigten (ohne Landwirtschaft), wobei 80 Prozent unselbständig Beschäftigte waren. Die Anzahl der Arbeitsstätten war dabei gegenüber dem Jahr 1991 um acht (plus 34 Prozent) gestiegen, die Anzahl der Beschäftigten um 51 Personen (plus 41 Prozent) zurückgegangen. Wichtigster Wirtschaftszweig war 2001 der Handel mit 11 Arbeitsstätten und 59 Beschäftigten (33 Prozent der Beschäftigten in Oftering). Dahinter folgte die Sachgütererzeugung mit acht Arbeitsstätten und 28 Beschäftigten sowie die öffentliche Verwaltung mit einer Arbeitsstätte mit 18 Beschäftigten. 50 Prozent der in Oftering Beschäftigten waren Angestellte oder Beamte, 28 Prozent Arbeiter und 20 %  Betriebsinhaber. Wichtigster Arbeitgeber in der Gemeinde ist der Gewürzmittelhersteller Almi International.
Von den in Oftering 2010 lebenden 1.041 Erwerbspersonen waren nur 1,7 % arbeitslos. Von den 1.023 Erwerbstätigen waren 206 im Handel und 200 in der Sachgütererzeugung (je 20 Prozent) sowie 73 im Gesundheitswesen, 69 in der Öffentlichen Verwaltung und 67 im Erziehungswesen (je 7 Prozent) tätig. Weitere wichtige Branchen waren Freiberufliche/technische Dienstleistungen mit 62 Beschäftigten, die Land- und Forstwirtschaft mit 59 Beschäftigten und das Verkehrswesen mit 58 Beschäftigten (je 6 Prozent). Von den 999 Erwerbstätigen aus Oftering (ohne temporär von der Arbeit abwesende Personen erwerbstätigen Einwohnern) gingen 2010 nur 176 Personen in Oftering ihrer Beschäftigung nach. 823 mussten zur Arbeit auspendeln. Von den Auspendlern hatten 33 Prozent ihre Arbeitsstätte im Bezirk Linz-Land, 32 Prozent in der Stadt Linz und 13 % in der Stadt Wels. Wichtigste Auspendelgemeinde war jedoch Ansfelden vor Linz, Wels, Hörsching und Leonding. Im Gegenzug arbeiteten 2010 390 Einpendler in Oftering, die zu 38 Prozent aus dem Bezirk Linz-Land und zu 58 Prozent aus dem übrigen Oberösterreich stammten. Dabei waren vor allem die Gemeinden Linz, Traun, Marchtrenk, Leonding und Hörsching als Wohnorte der Einpendler von Bedeutung.

### Land- und Forstwirtschaft
Die Statistik wies für die Gemeinde Oftering 2010 39 land- und forstwirtschaftliche Betriebe aus. Darunter befanden sich 25 Haupterwerbsbetriebe und 14 Nebenerwerbsbetriebe. Die Gesamtbetriebszahl war dabei gegenüber 1999 um sechs Betriebe bzw. 13 Prozent gesunken, wobei sowohl Haupt- als auch Nebenerwerbsbetriebe verloren gingen. Gemeinsam bewirtschafteten die Betriebe 2010 insgesamt 1.369 Hektar Fläche, wobei 80 Prozent der Fläche von Vollerwerbsbauern, 20 Prozent von Nebenerwerbslandwirten bewirtschaftet wurden.

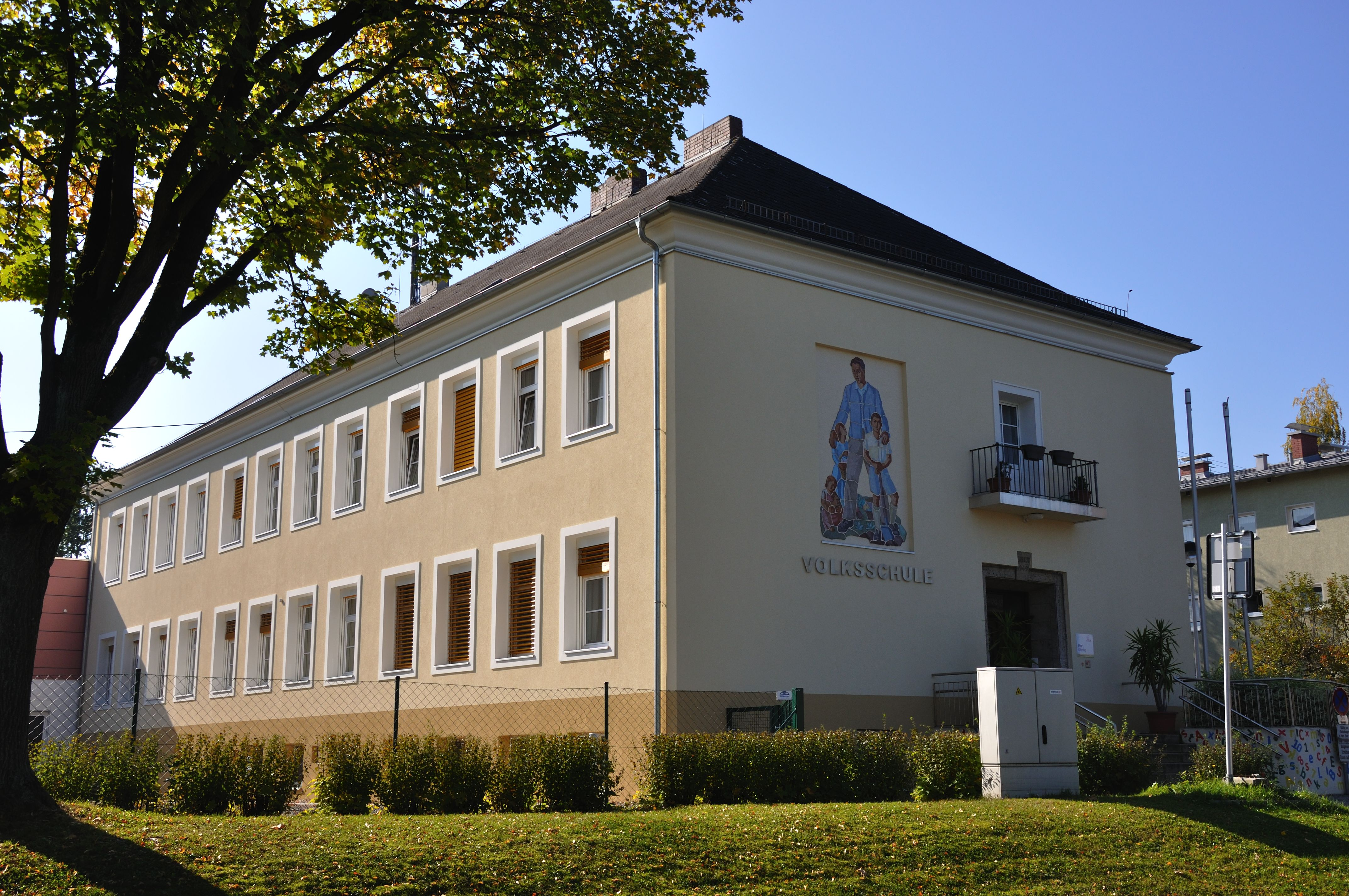
Volksschule Oftering

### Bildung
Am Standort des heutigen Pfarrheims stand 1698 ein kleines Mesnerhaus. Hier wurde zu dieser Zeit eine einklassige Schule eingerichtet in der rund 20 Kinder in Lesen, Schreiben und Rechnen unterrichtet wurden. Nachdem 1890 der Dachstuhl einem Brand zum Opfer gefallen war, wurde die Schule auf drei Klassen ausgebaut. Nach dem Zweiten Weltkrieg war auch dieses Schulgebäude zu klein geworden, sodass 1949 mit der Unterstützung des Landes Oberösterreichs das heutige Schulgebäude eröffnet wurde. Die heutige Volksschule umfasst sechs Klassenzimmer, im Keller der Schule befindet sich eine Schulküche, in der für die Volksschüler, die Kindergartenkinder und die Senioren („Essen auf Rädern“) gekocht wird. Seit 1967 verfügt die Volksschule auch über eine Mehrzweckhalle, die als Turnsaal verwendet wird und auch von der Gemeinde und den Ofteringer Vereinen für verschiedene Veranstaltungen genützt wird. Neben den Kindern der Gemeinde Oftering besuchen auch Kinder aus Teilen von Kirchberg-Thening die Ofteringer Volksschule. Des Weiteren betreibt die Gemeinde Oftering einen ganztägig geöffneten Kindergarten. Für die Gemeindebürger wurde im Gemeindeamt darüber hinaus eine Gemeindebücherei untergebracht, die rund 8000 Medien umfasst.

## Politik
Der Gemeinderat hat 19 Mitglieder.
- Mit den Gemeinderats- und Bürgermeisterwahlen in Oberösterreich 2003 hatte der Gemeinderat folgende Verteilung: 11 SPÖ, 7 ÖVP und 1 FPÖ. (19 Mandate)
- Mit den Gemeinderats- und Bürgermeisterwahlen in Oberösterreich 2009 hatte der Gemeinderat folgende Verteilung: 10 SPÖ, 8 ÖVP und 1 FPÖ. (19 Mandate)
- Mit den Gemeinderats- und Bürgermeisterwahlen in Oberösterreich 2015 hatte der Gemeinderat folgende Verteilung: 11 ÖVP, 11 SPÖ und 3 FPÖ. (25 Mandate)
- Mit den Gemeinderats- und Bürgermeisterwahlen in Oberösterreich 2021 hat der Gemeinderat folgende Verteilung: 10 ÖVP, 8 SPÖ und 1 FPÖ. (19 Mandate)[10][11]

Stärkste Kraft in der Gemeindepolitik war bis 27. September 2015 immer die Sozialdemokratische Partei Österreichs (SPÖ), die zwischen 1973 und 2009 immer die stimmenstärkste Partei war und zwischen 49 und 60 Prozent erreichte. Mit Ausnahme der Gemeinderatswahl 1997 erzielte die SPÖ jeweils die absolute Stimmenmehrheit. Neben der SPÖ sind seit 1973 durchgehend auch die Österreichische Volkspartei (ÖVP) und die Freiheitliche Partei Österreichs (FPÖ) im Gemeinderat vertreten. Die Wahlergebnisse der ÖVP schwankten dabei zwischen 29 und 38 Prozent, die der FPÖ zwischen 9 Prozent und 20 Prozent.

### Bürgermeister
- bis 2014 Ulrike Tauber (SPÖ)
- 2014–2021 Dietmar Lackner (SPÖ)
- seit 2021 Margit Angerlehner (ÖVP)[13]

### Sonstige Wahlen
Bei Landtagswahlen erreichte die SPÖ in der Regel eine Mehrheit in der Gemeinde. Seit 1973 konnte sie zwischen 1973 und 1985 auch die absolute Stimmenmehrheit erreichen, danach erreichte sie zwischen 48 und 45 Prozent der Stimmen. Die ÖVP kam zwischen 1973 und 2004 immer auf den zweiten Platz, wobei sie Ergebnisse zwischen 33 und 38 Prozent verzeichnete. Die FPÖ belegte jeweils den dritten Platz und konnte ihr bestes Ergebnis 1997 mit rund 20 Prozent erzielen. Bei der letzten Landtagswahl 2009 eroberte die ÖVP mit 45,1 Prozent erstmals den ersten Platz. Die SPÖ kam nur noch auf 31,8 Prozent, die FPÖ auf 12,4 Prozent. Viertstärkste Partei waren die Grünen mit 8,0 Prozent.

### Wappen
Offizielle Beschreibung des Gemeindewappens: In Grün über einem goldenen Ring eine silberne, flugbereite, gekrönte Eule. Die Gemeindefarben sind Rot-Gelb-Rot.
Die Eule ist das Wappentier der zuletzt gräflichen Familie Kauthen, die von 1669 bis 1768 Besitzer des ehemaligen, 1862 fast zur Gänze abgebrannten Wasserschlosses Freiling war. Der Ring symbolisiert die Geschlossenheit der Gemeinde und kann auch als Initialbuchstabe des Ortsnamens angesehen werden. Die grüne Grundfarbe des Schildes bezeichnet Oftering als eine Gemeinde mit überdurchschnittlich hohem Anteil des Acker- und Grünlandes mit 91 % der landwirtschaftlichen Produktionsfläche.

## Persönlichkeiten

### Söhne und Töchter der Gemeinde
- Anneliese Ratzenböck (* 1934), Journalistin und Autorin

### Mit der Gemeinde verbundene Persönlichkeiten
- Franz Rieger (1923–2005), Schriftsteller